# Підчерково
Підче́рково (рос. Подчёрково) — село у складі Дмитровського міського округу Московської області, Росія.

## Історія
На початку XVI століття село Підчерково належало княжому роду Подчерткових. У 1538 році наказом князя Давида Даниловича Хромого передано Троїце-Сергієвому монастирю. У монастиря це село купив за 150 рублів казначей великого князя Федор Іванович Сукін, але 1548 році його знов продав монастирю. У селі — церква Різдва Богородиці.

## Населення
Населення — 173 особи (2010; 98 у 2002).
Національний склад (станом на 2002 рік):
- росіяни — 95 %

## Пам'ятки архітектури
У селі збереглася кам'яна церква Різдва Богородиці збудована у 1864 році.